# Luke Kibet
Luke Kibet (Kaplelach, 12 de abril de 1983) é um fundista queniano, campeão mundial da maratona. Conquistou a medalha de ouro no Campeonato Mundial de Atletismo de 2007, em Osaka, Japão.